# Мост Циншуйхэ (автодорога Гуйян — Вэнъань)
Мост Циншуйхэ или Мост через реку Циншуй (кит. 清水河特大桥) — мост, пересекающий реку Циншуйхэ (Циншуй), расположенный на границе округов Гуйян и Цяньнань; 18-й по длине основного пролёта висячий мост в мире (7-й в Китае и 1-й в провинции Гуйчжоу); 4-й по высоте над пересекаемой преградой мост в мире (4-й в Китае). Является частью скоростной автодороги Гуйян — Вэнъань (Guiweng).

## Характеристика
Мост соединяет западный и восточный берега реки Циншуйхэ (Циншуй) соответственно уезд Кайян городского округа Гуйян и уезд Вэнъань автономного округа Цяньнань.
Длина — 2 188 м. Представляет собой двухпилонный висячий мост с основным пролётом длиной 1 130 м, которая сменяется двумя секциями балочной конструкции с обеих сторон и мостовыми подходами. Высота мостовых башенных опор (пилонов) 230 и 240 м. Башенные опоры имеют форму буквы П. Дорожное полотно моста находится на высоте 406 м над рекой.
Открытие моста сократило расстояние маршрута между столицей провинции Гуйян и уездом Вэнъань с 160 км до 38 км. Строительство моста обошлось в 1,34 млрд юаней (214 млн евро). Является первым висячим мостом в Азии построенным в горной местности.